# Kalanchoe daigremontiana
Kalanchoe daigremontiana, известно преди като Bryophyllum daigremontianum и често наричано майка на хиляди, алигаторско растение или мексиканско растение шапка, е сукулентно растение, родом от Мадагаскар. Подобно на други членове на Bryophyllum (сега включени в рода Каланхое), то може да се размножава вегетативно от фиданки, които се развиват по листата му.
Всички части от този вид съдържат много токсичен стероид, известен като daigremontianin.

## Галерия
- Хабитат
- Общ вид
- В саксии
- Цветове
- Цвят
- Млади растения